# Halte des Sables-Blancs
Halte des Sables-Blancs vasúti megálló Franciaországban, Plouharnel településen.

## Vasútvonalak
Az állomást az alábbi vasútvonalak érintik:
- Auray–Quiberon-vasútvonal

## Kapcsolódó állomások
A vasútállomáshoz az alábbi állomások vannak a legközelebb:
- Gare de Plouharnel - Carnac (Gare d’Auray, Auray–Quiberon-vasútvonal)
- Gare de Penthièvre (Gare de Quiberon, Auray–Quiberon-vasútvonal)